# Kánó
Kánó este un sat în districtul Putnok, județul Borsod-Abaúj-Zemplén, Ungaria, având o populație de 171 de locuitori (2011). 

## Demografie
Componența etnică a satului Kánó
     Maghiari (98,15%)
     Romi (1,85%)
Componența confesională a satului Kánó
     Reformați (69,59%)
     Fără religie (7,02%)
     Necunoscută (23,39%)
Conform recensământului din 2011, satul Kánó avea 171 de locuitori. Din punct de vedere etnic, majoritatea locuitorilor (98,15%) erau maghiari, cu o minoritate de romi (1,85%).  Din punct de vedere confesional, majoritatea locuitorilor (69,59%) erau reformați, cu o minoritate de persoane fără religie (7,02%). Pentru 23,39% din locuitori nu este cunoscută apartenența confesională.